# Alcedo
Az Alcedo a madarak osztályának szalakótaalakúak (Coraciiformes) rendjébe, ezen belül a  jégmadárfélék (Alcedinidae) családjába és a Alcedininae alcsaládjába tartozó nem.

## Rendszerezés
A nemet Carl von Linné írta le 1758-ban, az alábbi 7 faj tartozik ide:
- csíkosmellű jégmadár (Alcedo euryzona)
- Meninting-jégmadár (Alcedo meninting)
- Blyth-jégmadár (Alcedo hercules)
- jégmadár (Alcedo atthis)
- türkiz jégmadár (Alcedo coerulescens)
- Schiller-jégmadár (Alcedo quadribrachys)
- kobalt jégmadár (Alcedo semitorquata)

Egyes szervezetek az alábbi fajokat is ide sorolják:
- Alcedo argentata vagy Ceyx argentatus
- Alcedo azurea vagy Ceyx azureus
- Alcedo cyanopectus vagy Ceyx cyanopectus
- Alcedo pusilla vagy Ceyx pusillus
- Alcedo cristata vagy Corythornis cristatus
- Alcedo leucogaster vagy Corythornis leucogaster
- Alcedo vintsioides vagy Corythornis vintsioides
- Alcedo websteri vagy Ceyx websteri